# Globoka
Globoka este o localitate din comuna Ljutomer, Slovenia, cu o populație de 176 de locuitori.